# 附城乡 (汝城县)
附城乡为湖南省汝城县原下辖的乡镇；2012年4月撤销。撤销时以原城关镇、城郊乡、附城乡成建制合并设立卢阳镇。原城关镇、城郊乡、附城乡的行政区域为新设卢阳镇的行政区域，镇政府驻九龙大道 
。

## 行政区划
附城乡撤销前下辖东溪村、磨刀村、上联村、上泉村、江头村、东方村、斗山村、陈家村、曾家村、官桥村、新堂村、邓家村、向东村、道南村、长安村、联江村、云内村、朱家村、廖家村和下联村共计20个行政村。